# 82 Virginis
82 Virginis (m Virginis) é uma estrela na direção da Virgo. Possui uma ascensão reta de 13h 41m 36.83s e uma declinação de −08° 42′ 11.1″. Sua magnitude aparente é igual a 5.03. Considerando sua distância de 457 anos-luz em relação à Terra, sua magnitude absoluta é igual a −0.70. Pertence à classe espectral M2III.